# 가락초등학교 (세종)
가락초등학교(가락初等學校, Garak Elementary School)는 대한민국 세종특별자치시가 교육기본법에 따라 설치한 초등학교이다.

## 연혁
- 2015년 9월 1일 : 가락초등학교 개교
- 2015년 9월 1일 : 위영란 초대 교장 부임
- 2015년 11월 4일 :  11학급 편성
- 2016년 2월 16일 :  가락초등학교 제1회 졸업식(졸업생 28명)
- 2016년 3월 2일 : 16학급(특수 1) 편성
- 2016년 9월 1일 : 17학급(특수 1) 편성
- 2017년 2월 9일 : 가락초등학교 제2회 졸업식(졸업생 66명)
- 2017년 3월 2일 : 20학급(특수 1) 편성
- 2018년 1월 5일 : 가락초등학교 제3회 졸업식(졸업생 110명)
- 2018년 3월 2일 :  21학급(특수 1) 편성

## 참고 자료
- 가락초등학교 - 한국교육학술정보원 학교알리미